# Eustace fitz John
Eustace fitz John (c. 1088-10 de julio de 1157) fue un noble caballero y poderoso magnate anglonormando, barón de Alnwick y condestable de Cheshire, durante los reinados de Enrique I, Esteban y Enrique II. Desde una relativamente humilde posición en el Sudeste de Inglaterra, Eustace hizo su carrera bajo el reinado de Enrique I y se convirtió gracias a su matrimonio en una de las figuras más relevantes del norte de Inglaterra. Eustace adquirió una gran cantidad de bienes en la región, castellano del Castillo de Bamburgh, y actuó junto a Walter Espec como justiciar del Norte. Era hijo de John FitzRichard de Vains (John FitzRichard dit Monoculus, c. 1056-1138).
Tras la muerte de Enrique I en 1135, Eustace se involucró en la Anarquía, la guerra que enfrentó a los partidarios de Esteban y la Emperatriz Matilda, que contaba con el apoyo de su tío David I, Rey de Escocia. Eustace entregó el Castillo de Alnwick y el castillo de Malton a David, mientras que Bamburgh fue tomado por Esteban. Eustace se unió a David, combatiendo en la Batalla del Estandarte en 1138. Conservó la mayor parte de sus propiedades en el norte; sin embargo, a partir de 1144 se convirtió en uno de los principales seguidores de Ranulf II, conde de Chester, lo que le proporcionó aún más tierras. Eustace posteriormente fundó tres casas religiosas, y murió en campaña junto a Enrique II en 1157.

## Orígenes y primeros años de carrera
La familia de Eustace provenía del sureste de Inglaterra. Su padre Juan fitzRichard era un arrendatario que aparecía en el Libro de Domesday poseía terrenos en los condados de Essex y Norfolk. La familia no tenía un origen elevado, sino que formaba parte de la clase media de la época. Eustace tenía dos hermanas, Inés y Alice. También tenía dos hermanos, Pain (Payne) y William, y se cree que Pain, cuya carrera fue tan exitosa como la de Eustace, era probablemente el mayor. Eustace probablemente no recibió una herencia grande de su padre, sino que su éxito dependía de sus servicios al rey.
Eustace aparece atestiguando documentos reales desde, al menos, 1119, pero puede que ya estuviera en la corte de Enrique I en torno a 1114. Gracias a la protección de Enrique, Eustace se casó con dos herederas, lo que le permitió aumentar su patrimonio. Beatriz de Vesci, hija y heredera de Ivo de Vesci, proporcionó a Eustace el Castillo de Alnwick y la baronía de Alnwick, en Northumberland. Probablemente recibió, además, tierras en el condado de Lincolnshire, así como cinco y knight's fees y media en Yorkshire, que habían sido propiedad de Ranulf de Mortimer (m. 1104). Aunque a menudo se ha afirmado que este matrimonio otorgó a Eustace el señorío de Old Malton, una antigua manor real en el North Riding de Yorkshire, probablemente este fue un obsequio personal del rey. El matrimonio de Eustace y Beatriz tuvo lugar algún tiempo antes de 1130.
El otro matrimonio, que también tuvo lugar antes de 1130, fue con Inés, hija del condestable de Chester William fitz Nigel, y proporcionó a Eustace más tierra en Yorkshire en Bridlington, así como en Northamptonshire en Loddington. Ambas propiedades eran gobernadas en nombre del conde de Chester. Eustace acabaría disponiendo de otras muchas propiedades en sub-arrendamiento, recibido de varios señores, incluyendo el arzobispo de York, obispo de Durham, Nigel de Aubigny, y el conde de Aumale, y durante el reinado de Enrique disfrutó de tierras enAldborough, Tickhill y Knaresborough del rey como tenente feudal.
Eustace emergió como uno de los principales actores en la reordenación de la sociedad de Northumbrian tras la desaparición del condado de Northumbria a finales del siglo XI. Según el historiador William Kapelle, Eustace fue uno de los "tres pilares del nuevo de Enrique en el Norte", siendo los otros dos Walter Espec y David de Escocia. En Northumberland fue conocido por haber sido el jefe de al menos diez notables locales, incluyendo a John FitzOdard señor de Embleton y Robert II de Umfraville señor de Redesdale. La baronía de Alnwick de Eustace se cubría todas las potenciales rutas de invasión de Escocia a lo largo de la cuenca del Tweed y era una de las dos mayores baronías en el condado, contando entre 14 y 17 knight's fees hacia 1166, casi tres veces el tamaño de un señorío medio del condado.
El único documento superviviente de Enrique I en 1129-30, nos muestra a Eustace sirviendo de forma conjunta como justiciar del norte junto con Walter Espec, y tenía la custodia de la antigua capital del condado de Northumbria, al Castillo de Bamburgh. En el mismo documento se registra la entrega de fondos a Eustace para la reparación de la puerta del Castillo de Bamburgh y la construcción de fortificaciones en Tickhill y Knaresborough en Yorkshire. Esta y la evidencia de mandatos reales dejan constancia de que tanto Eustace como Walter Espec tenían responsabilidades judiciales en los condados de Cumberland, Northumberland, Durham, y Yorkshire, un cargo que implicaba escuchar alegaciones y transmitir instrucciones del gobierno central.

## La Anarquía
La muerte de Enrique I el 1 de diciembre de 1135 llevó a la ascensión al trono de Esteban de Blois, a quien Eustace se sometió. La ocupación del trono por parte de Esteban fue impugnada por la hija de Enrique, la Emperatriz Matilda, que era la heredera designada por Enrique. La Gesta Stephani afirmó que ciertos «amigos muy íntimos de Enrique» habían estado en contra de Esteban desde el principio por lealtad a Matilde, y menciona entre ellos a Pain fitzJohn, el hermano de Eustace. Sin embargo, estos amigos de Enrique acabaron por jurar lealtad a Esteban poco tiempo después. Esta capitulación significaba que Esteban les permitió mantener los títulos y posesiones que habían disfrutado durante el reinado de Enrique, y podemos ver que Esteban confirmó los derechos de Eustace y su familia entre 1136 y 1138.
Matilda contaba con el apoyo de su tío el Rey David de Escocia, que no aceptó pacíficamente la sucesión de Esteban. Por tanto Eustace se vio en primera línea ante una nueva guerra, y cuando David invadió el norte de Inglaterra, el castillo de Alnwick, fue capturado en los primeros meses del año (aunque le fue devuelto en marzo). Esteban relevó a Eustace del mando del Castillo de Bamburgh a su regreso de su expedición a Lothian a comienzos de 1138. Se ha afirmado que Eustace se habría pasado al bando de David a finales de 1137, cuando David invadió el norte de Inglaterra. Sin embargo, no hay evidencia de que esto hubiera sucedido.
Después de que David volviera entrar en Northumberland, en abril de 1138, Eustace se convirtió en seguidor activo de David, y durante el asedio del castillo de Wark Castillo en mayo, Eustace trató de convencer al rey escocés de que pusiera sitio al Castillo de Bamburgh en su lugar. Eustace mantenía relaciones desde hacía tiempo con David, o al menos con Robert I de Brus, partidario del monarca, ya que el nombre de Eustace figura como testigo en el diploma en que David entrega Annandale a Robert, emitido en Scone en 1124.
Eustace combatió en la batalla del Estandarte en agosto de 1138, luchando por David en segunda línea con los hombres de Cumbria y Teviotdale. La batalla terminó en derrota, y Eustace, herido, se refugió en Alnwick, lo que permitió que su castillo de Malton fuera capturado poco después. A pesar de la derrota de David, al año siguiente se firmó la paz, que confirmó el nombramiento del hijo de David. Enrique, como conde de Northumbria y Huntingdon, y bajo el gobierno del conde Enrique, Eustace recuperó muchas de sus posesiones en Northumberland y recibió otras tierras en el condado de Huntingdon. Cuando estalló un enfrentamiento con el obispado de Durham en 1141, Eustace a William Cumin, partidario de David en contra de William de Ste Bárbara; y en 1143, Eustace ayudó a negociar una tregua entre las partes.
Después de 1144, la relación entre Eustace y David parece reducirse, apareciendo sólo como testigo de una carta del conde Enrique emitido en Corbridge en algún momento entre el 1150 y 1152. En torno a 1144 Eustace parece haber empezado a relacionarse con Ranulf II, conde de Chester. Eustace estaba casado con la hermana del condestable de Ranulf, William fitz William, que murió en 1143 o 1144. Esto convirtió a la esposa de Eustace y a su cuñada Matilda en herederas de las tierras y los cargos de William, que no tenía hijos.
En 1144 o 1145 Eustace recibió de Ranulf un honor con tierras mayoritariamente en Cheshire, Lancashire y Yorkshire, y obtuvo el cargo de condestable de Chester, con el prestigio añadido de ser el consejero principal de Ranulf. Gracias a la protección de Ranulf, Eustace obtuvo también una donación de Roger de Mowbray (al que el conde había hecho prisionera en la batalla de Lincoln) de catorce knight's fee en Yorkshire y Lincolnshire, con poblaciones a lo largo del río Humber. Posiblemente esto respondía a las intenciones del conde y su medio hermano, el conde de Lincoln William de Roumare, de afianzar el control de su familia en la región. La posición de Eustace con Esteban probablemente era un reflejo de la de Ranulf, y al igual que otros partidarios de Matilda no se estabilizó definitivamente hasta el acuerdo entre Esteban y Matilda en el invierno de 1153. Al año siguiente, Eustace atestiguó una carta de Esteban emitida en York a favor del Priorato de Pontefract.

## Muerte y legado
Eustace mantuvo buenas relaciones con Enrique II, que sucedió a Esteban, que parece haber considerado a Eustace como uno de sus partidarios. Enrique confirmó las donaciones de Eustace a su hijo William de Vescy, y reconocería los derechos de William a suceder a su padre. Después de la ascensión de Enrique en 1154, Eustace atestiguó las cartas del nuevo rey. Eustace Murió el 10 de julio de 1157 cerca de Basingwerk en Flintshire, donde cayó en una emboscada mientras luchaba junto a Enrique contra los galeses.
Eustace fitz John fue recordado como un gran benefactor de monasterios. Favoreció a la Abadía de Gloucester, una Casa Benedictina, así como al Priorato Agustino de Bridlington. En 1147, fundó su propia abadía, Alnwick Abbey, como hija del primer monasterio Premonstratense de Inglaterra, Newhouse Abbey en Lincolnshire. Dos años más tarde, Eustace entregó sus favores a la orden de Gilbert de Sempringham, fundado un priorato Gilbertino en 1150 en Malton en Yorkshire y otro priorato (con un convento) en Watton (también Yorkshire) en la misma época. Más tarde la tradición sostiene que Eustace fundó estas casas como penitencia por combatir a los escoceses, pero esta afirmación carece de base.
Watton, escenario de la obra de Elredo de Rieval, De Sanctimoniali de Wattun, fue fundada conjuntamente con William Fossard. Probablemente el mecenazgo de Eustace de la orden gilbertina se vio influido por las actuaciones de Guillermo de Aumale y Henry Murdac, Arzobispo de York, ya que Eustace se había convertido en un estrecho colaborador de Guillermo, conde de York. Fue testigo de dos de cartas del conde entre 1150 y 1153, y obtuvo tierras. Y el nombre de Eustace aparece en las monedas acuñadas en York, una ciudad bajo el control del conde.
Varias fuentes, incluyendo a Roger de Howden, relatan que Eustace sólo tenía un ojo, sin embargo, esto parece ser atribuido a su padre John "Monoculus' FitzRichard.

## Matrimonio y descendencia
Eustace fitz John se casó dos veces. Su primera esposa fue Beatriz de Vesci, hija y heredera de Ivo de Vesci, y tuvieron un hijo varón conocido;
- William de Vesci (m. 1184), esposo de Burga, hija de Robert III de Stuteville, con sucesión. William fue sheriff de Northumberland entre 1157 y 1170, se convirtió en el antepasado de los de Vescy de Northumberland.[1]

Beatriz murió dando a luz. La segunda esposa de Eustace fue Agnes de Halton, hija de William Fitz Nigel. Heredó la baronía de Halton por este matrimonio y tuvieron dos hijos;
- Richard fitz Eustace (m.c. 1163), casado con Aubrey de Lisours, hija de Robert de Lisours y Aubrey, hermana de Ilbert II de Lacy (otro barón capturado por Ranulf en Lincoln), con descendencia.[39] Se convirtió en antepasado de una segunda línea de Lacys.[1]
- Geoffrey fitz Eustace, mencionado como hijo suya en una carta del priorato de Watton.